# Astragalus colhuensis
Astragalus colhuensis är en ärtväxtart som beskrevs av Gomez-sosa. Astragalus colhuensis ingår i släktet vedlar, och familjen ärtväxter. Inga underarter finns listade i Catalogue of Life.